# Романов, Олег Григорьевич
Олег (Ариф) Григорьевич Романов (17 ноября 1972) — российский футболист, защитник и нападающий.

## Биография
На взрослом уровне начал выступать в 1992 году в клубе «Бештау», провёл в команде полтора сезона во второй лиге. В ходе сезона 1993 года перешёл в кисловодский «Асмарал», вскоре переименованный в «Олимп». С 1996 года в течение пяти сезонов выступал за «Спартак-Нальчик», провёл 144 матча в первом дивизионе.
Летом 2000 года перешёл в казахстанский «Женис», дебютный матч в чемпионате Казахстана сыграл 14 июня 2000 года против «Акмолы», выйдя на замену в перерыве вместо Юрия Аксёнова. За клуб из Астаны сыграл только две игры. В июле того же года перешёл в клуб «Акмола» из Кокчетава, на следующий год клуб был переименован в «Есиль». За два с половиной сезона сыграл за команду 68 матчей и забил 5 голов в чемпионате Казахстана.
Вернувшись в Россию, сыграл в 2003 году один матч за «Знамя Труда» (Орехово-Зуево), после чего завершил профессиональную карьеру.